# Temple de Prambanan
Prambanan, que les Javanais appellent aussi Candi Rara Jonggrang, est un ensemble de 240 temples shivaites, construits au IXe siècle sous la dynastie Sanjaya du premier royaume de Mataram dans la région de Java central, à proximité de Yogyakarta. Une inscription datée de 856 marque ce qui est peut-être sa pierre de fondation.
Prambanan est classé au patrimoine mondial de l'humanité par l'UNESCO.
Le temple central est dédié à Durgā Mahîshâsuramardini (c'est-à-dire "combattant le démon Mahîshâsura"), épouse de Shiva. Il repose sur une structure surélevée de 34 m de côté contenant une statue de la déesse. Cette structure est entourée d'une enceinte de 110 m de côté incluant les temples annexes. Le tout repose sur une plate-forme rectangulaire de 390 × 222 m.
À l'intérieur du temple principal, on trouve des scènes de combats entre le Bien et le Mal... et bien sûr, des représentations de Brahma, Shiva, Vishnu, Ganesh et bien d'autres divinités.

## Le parc de Prambanan
Prambanan se trouve dans un parc qui s'étend vers le nord du temple et inclut d'autres constructions :
- Le Candi Lumbung ;
- Le Candi Bubrah ;
- Candi Sewu ("les mille temples") ;
- Le Musée de Prambanan expose notamment des répliques du Trésor de Wonoboyo.

## Spectacle
Prambanan sert de toile de fond à un spectacle dansé qui met en scène l'épopée indienne du Ramayana.

## Galerie

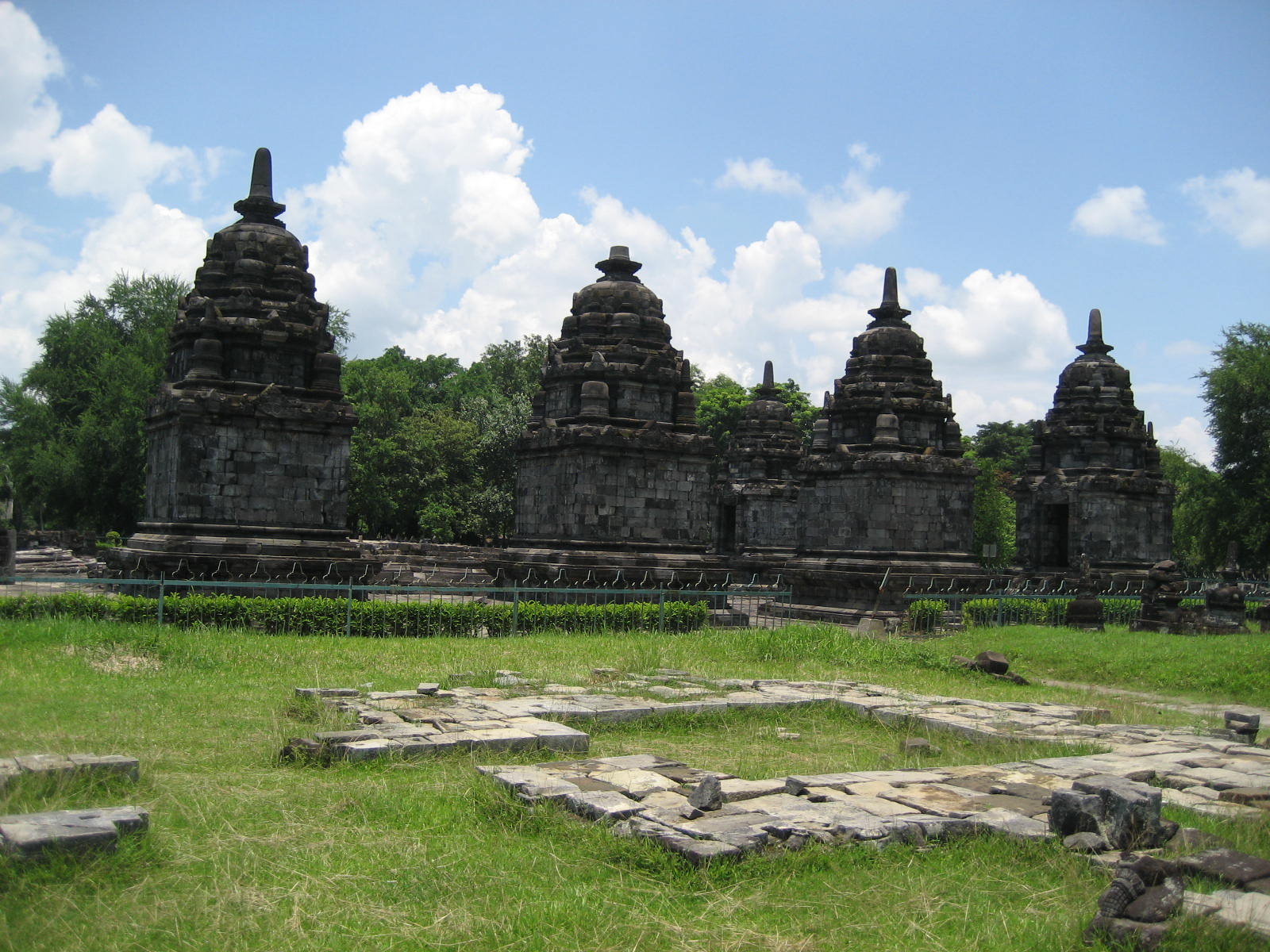
Le Candi Lumbung
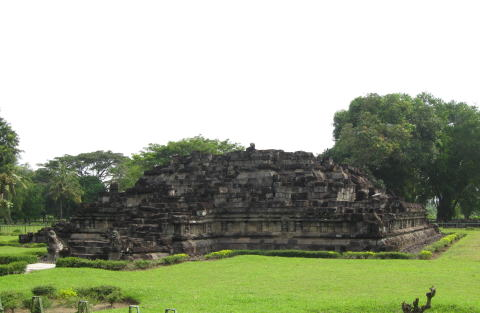
Le Candi Bubrah en cours de restauration
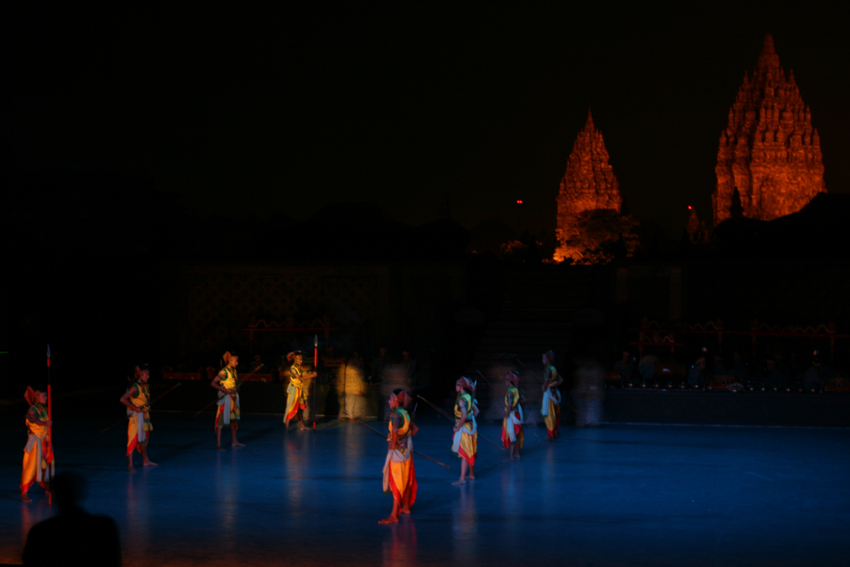
Le spectacle du Ramayana à Prambanan
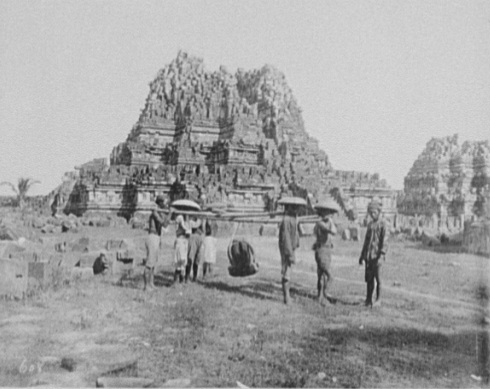
Prambanan en 1895
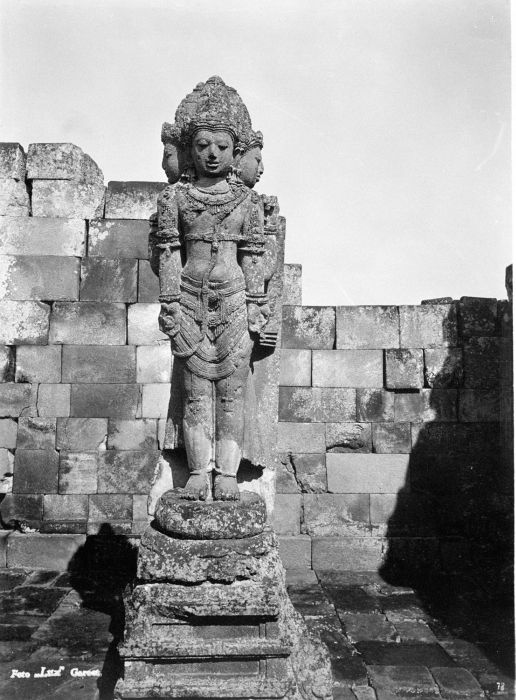
Prambanan entre 1920 et 1940. Photo de Thilly Weissenborn

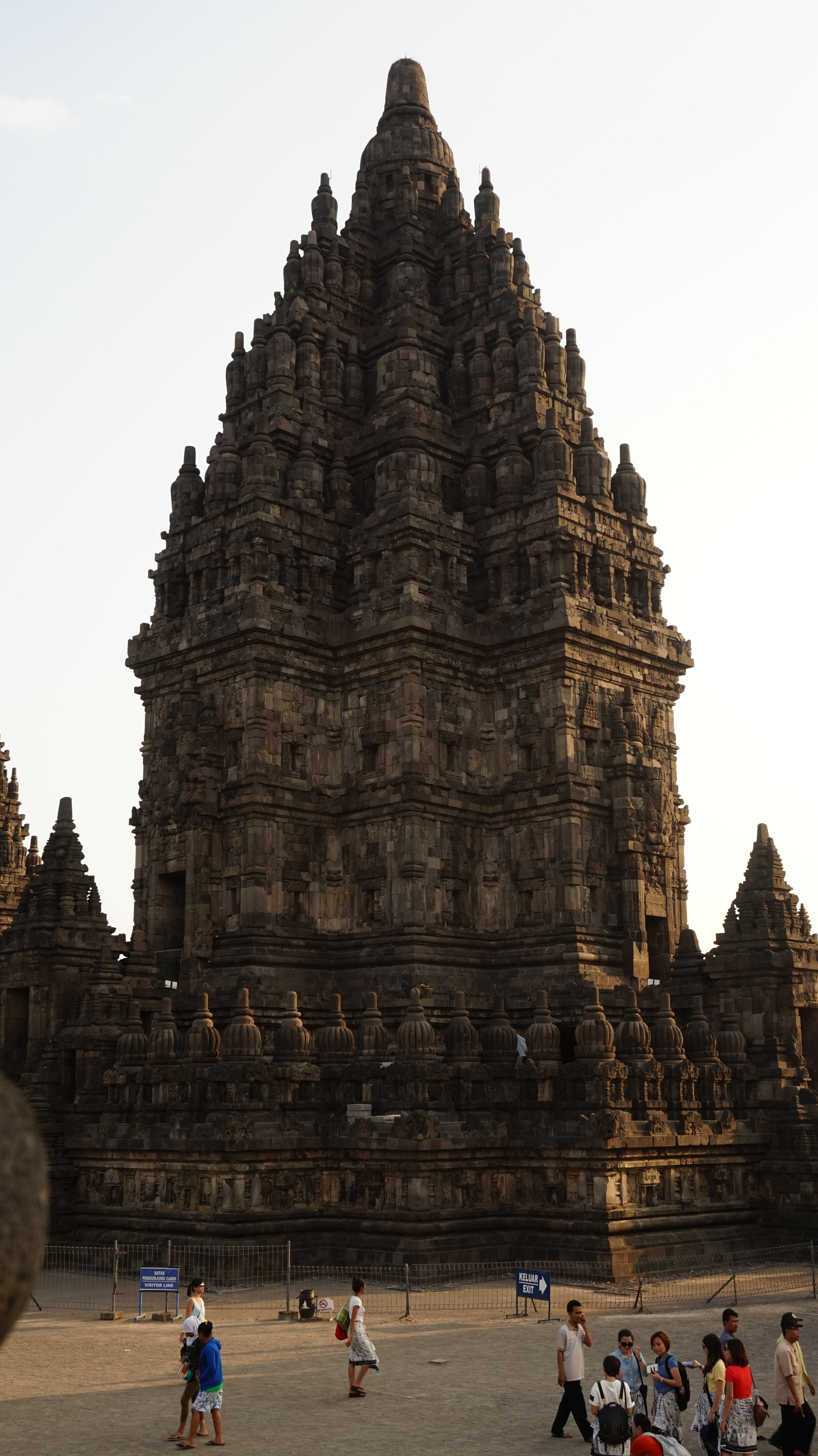

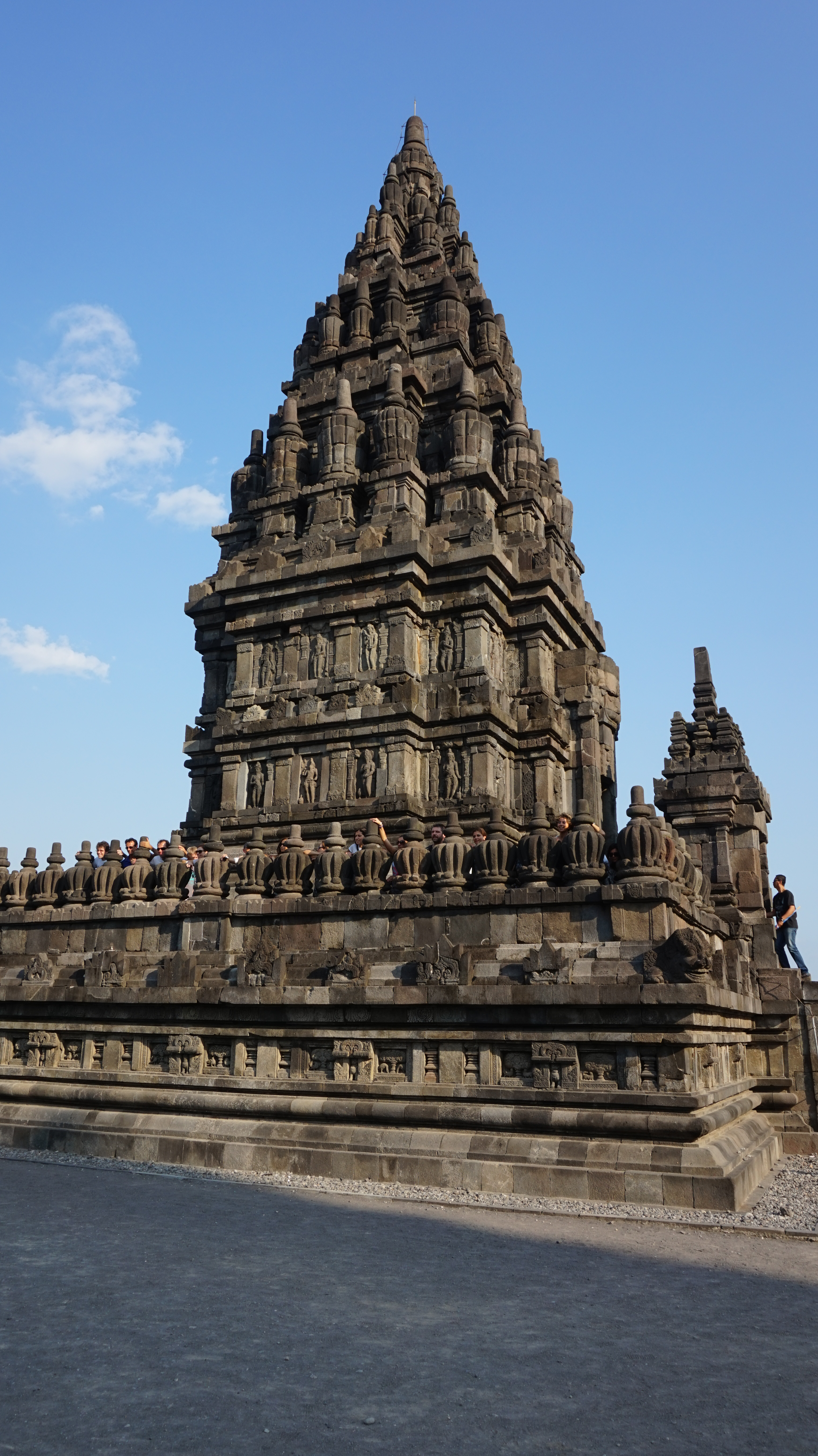